# فنسنت كانبي (ناقد)

فنسنت كانبي (بالإنجليزية: Vincent Canby) يوليو 1924 - أكتوبر 2000. كان ناقدًا سينمائيًا ومسرحيًا أمريكيًا شغل منصب الناقد السينمائي الرئيسي لصحيفة نيويورك تايمز من عام 1969 حتى أوائل التسعينيات، ثم كبير منتقديها المسرحيين من عام 1994 حتى وفاته في عام 2000. قام بمراجعة أكثر من ألف فيلم خلال فترة عمله هناك.

## تاريخ حياته
ولد كانبي في شيكاغو، إلينوي، والدته كاثرين آن (ني فنسنت) ووالده لويد كانبي. التحق بمدرسة داخلية في كرايستشيرش بولاية فيرجينيا مع الكاتب الروائي ويليام ستايرون، وأصبح الاثنان صديقين. عاون ستايرون للتعرف على أعمال الأدباء إي بي وايت وإرنست همنغواي. توجه الاثنان إلى ريتشموند لشراء رواية «لمن تقرع الأجراس For Whom the Bell Tolls». التحق كجندي إشارة في احتياطي البحرية الأمريكية في 13 أكتوبر 1942، وأبلغ على متن سفينة الإنزال، دبابة 679 في 15 يوليو 1944. تمت ترقيته إلى رتبة ملازم (مبتدئ) في الأول من يناير عام 1946 بينما كان يبحر بالقرب من اليابان. التحق بكلية دارتموث بعد الحرب، لكنه لم يتخرج.

## حياته الوظيفية
حصل على وظيفته الأولى كصحفي في عام 1948 لمجلة شيكاغو التجارية. غادر شيكاغو متوجهاً إلى نيويورك في عام 1951، وعمل كناقد سينمائي لمجلة فارايتي لمدة ست سنوات قبل أن يبدأ العمل في صحيفة نيويورك تايمز. أصبح الناقد السينمائي لصحيفة نيويورك تايمز، خلفًا لريناتا أدلر في فبراير 1969.
كان كانبي مؤيدًا متحمسًا لأنماط محددة فقط من صانعي الأفلام؛ ولا سيما ستانلي كوبريك - سبايك لي - جين كامبيون - مايك لي - راينر فيرنر فاسبيندر - جيمس إيفوري - وودي آلن، الذين أرجع الفضل في مقالة كانبي عن فيلم «خذ المال وأركض Take the Money and Run» كنقطة حاسمة في حياته المهنية. كان كانبي، من ناحية أخرى، ينتقد بشدة بعض الأفلام المشهود لها، مثل: روكي – الامبراطورية تعود مرة أخرى - عودة الجيداي - ليلة الميت الحي - بعد ساعات – السروج المشتعلة - قصة عيد الميلاد - شاهد - قناع - الطبيعي - رجل المطر - طارد الأرواح الشريرة - طار أحدهم فوق عش الوقواق - النجاة - العراب الجزء الثاني - الكائن الفضائي والشيء.
من بين النصوص الأكثر شهرة التي كتبها كانبي، كانت مراجعته السلبية للغاية لفيلم بوابة السماء Heaven's Gate لمايكل سيمينو. تم استبدال كانبي بصفته الناقد السينمائي الرئيسي في ديسمبر 1994، بالناقدة جانيت ماسلين، حيث حول كانبي انتباهه من السينما إلى المسرح، وأطلق عليه تسمية ناقد مسرح الأحد.
كان كانبي، كاتبًا مسرحيًا وروائيًا من حين لآخر، وكتب الروايات:
الأحياء (1975) Living Quarters
مشهد غير طبيعي (1979) Unnatural Scenery
نهاية الحرب (1978) End of the War
بعد كل شيء (1981) After All
العلم القديم (1984)  The Old Flag
تمت مناقشة مسيرة فنسنت كانبي في الفيلم «من أجل حب الأفلام: قصة نقد الفيلم الأمريكي» شارك النقاش الناقد ستيوارت كلاوانز من مجلة «ذا نيشن» الذي تحدث عن تأثير فنسنت كانبي.

## حياته الشخصية
لم يتزوج كانبي قط ولسنوات عديدة، كان رفيقاً المؤلفة الإنجليزية بينيلوبي جيليات التي توفت في عام 1993. توفي كانبي بمرض السرطان في مانهاتن في 15 أكتوبر 2000، وبعد ما يقرب من ثلاث سنوات، وعند وفاة بوب هوب، ظهرت سطور الراحل كانبي على الصفحة الأولى من صحيفة نيويورك تايمز. كتب كانبي الجزء الأكبر من نعي هوب للصحيفة قبل عدة سنوات.
كان كانبي مقيمًا في بروكلين هايتس في الستينيات والسبعينيات، وانتقل لاحقًا إلى أبر ويست سايد في مانهاتن، حيث كان يتردد على مقهى بيريتي الإيطالي البائد في شارع كولومبوس.

## وصلات خارجية
https://www.nytimes.com/by/vincent-canby فنسنت كانبي (ناقد)
https://www.imdb.com/name/nm1298522/ فنسنت كانبي (ناقد)
https://www.findagrave.com/memorial/114237586/vincent-canby فنسنت كانبي (ناقد)